# Нанук са севера
Нанук са севера (енгл. Nanook of the North) је амерички неми филм из 1922. године, који комбинује елементе документарца и докудраме, у време када концепт раздвајања филмова на документарне и драмске још увек није постојао. У традицији онога што ће се касније назвати етнографија спасавања, филм прати живот Инуита по имену Нанук и његове породице на канадском Арктику. Написао га је и режирао Роберт Џ. Флаерти, који је такође био сниматељ, монтажер и продуцент.
Неки су критиковали Флаертија због инсценације неколико сцена, али је Роџер Иберт описао филм као „изузетак” међу остварењима овог редитеља због „поштовања према храбрости и домишљатости својих хероја”. Ово је био први дугометражни документарац који је постигао комерцијални успех, доказујући финансијску одрживост овог жанра и инспиришући многе будуће филмове.
Године 1989, Конгресна библиотека је изабрала Нанука са севера међу првих 25 филмова који су укључени у Национални регистар филмова Сједињених Држава због „културног, историјског или естетског значаја”.

## Радња
Документарац прати животе Инуита, Нанука и његове породице док путују, траже храну и тргују на полуострву Унгава у северном Квебеку у Канади. Нанук, његова жена Најла и њихова породица представљени су као неустрашиви хероји који издржавају тешкоће које ниједна друга раса не може да преживи. Публика види Нанука, често са својом породицом, како лови моржа, гради иглу и обавља друге задатке.

## Продукција

### Развој
Године 1910, сер Вилијам Макензи је ангажовао Флаертија као истраживача и проспектора који би тражио руду гвожђа и друге минералне наслаге дуж залива Хадсон за Канадску северну железницу. Сазнавши о земљи и људима тамо, Флаерти је одлучио да на своју трећу експедицију 1913. са собом понесе фотоапарат са стакленом плочом и филмску камеру. Не знајући ништа о снимању филмова, похађао је тронедељни курс о елементарним техникама снимања и обрадама филма код компаније Eastman Kodak Company у Рочестеру, Њујорк.

### Снимање
Користећи Bell & Howell камеру, преносиву машину за развијање и штампање снимака, и неку опрему за осветљење, Флаерти је провео 1914. и 1915. годину снимајући филмове о животу Инуита. До 1916, Флаерти је имао довољно снимака да започне пробне пројекције и био је дочекан са великим ентузијазмом. Међутим, 1916. године, Флаерти је испустио цигарету на оригинални негатив камере (који је био направљен од веома запаљивог нитрата) и изгубио 30.000 стопа филма. Пошто је његов први покушај пропао, Флаерти је одлучио да се не врати само по нове снимке, већ и да фокусира филм на једну инуитску породицу јер је сматрао да су његови ранији снимци превише подсећали на путопис. Флаерти је провео четири године прикупљајући новац и на крају је био финансиран од стране француске компанија за трговину крзном, Revillon Frères, и вратио се на север где је снимао од августа 1920. до августа 1921. године. За главног лика, Флаерти је изабрао прослављеног ловца из племена Итивимуит, Алакариалака. Потпуна сарадња Инуита била је кључна за Флаертијев успех јер су Инуити били његова филмска екипа и многи од њих познавали су његову камеру боље од њега.

#### Изградња иглуа
Сцена изградње иглуа је једна од најславнијих секвенци у филму, али снимак изнутра представљао је проблем. Изградња иглуа довољно великог да у њега уђе камера довела је до урушавања куполе, а када су коначно успели да направе иглу, било је превише мрачно за снимање. Уместо тога, снимци унутрашњости иглуа у филму су заправо направљени у посебном иглуу са три зида за Флаертијеву гломазну камеру како би се обезбедили довољно светла за снимање унутрашњих сцена. Флаерти је поводом овога изјавио: „Просечан ескимски иглу, са око 12 стопа у пречнику, био је сувише мали. Са димензијама које сам му одредио, пречника од 25 стопа, Нанук и његови сапутници почели су да граде највећи иглу у свом животу. Два дана су радили, жене и деца су им помагали. Затим је дошао тежак део — исећи оквире за пет великих прозора од ледених плоча, а да купола не ослаби. Једва да су почели када се купола распала на комаде. 'Нема везе', рече Нанук, 'направићу га још једном.' Још два дана су радили, али опет са истим резултатом; чим су почели да раде на леденим прозорима, њихова конструкција се урушила. То је био велики разлог за шалу у том тренутку и они су се смејали својој несрећи. Поново, Нанук је почео рад на 'великом иглуу', али овог пута су жене и деца вукли бурад воде на санкама из рупе са водом и ледили зидове док су се пењали. Коначно, иглу је био готов, а они су стајали и задовољно га гледали попут мале деце крај куће од коцкица. Светлост са ледених прозора се, међутим, показала неадекватном, и када је унутрашњост коначно снимљена, половина куполе која се налазила изнад камере морала је да се одсече, након чега су Нанук и његова породица отишли да спавају и пробудили су се због хладноће која је навирала споља.”

## Контроверзе

### Тврдње о инсценацији
„Нанук” се у ствари звао Алакариалак. Флаерти је одабрао ово име због његове привидне аутентичности што га је учинило погодним за продају евро-америчкој публици. „Нанук” на инуитском значи „поларни медвед”. „Жена” приказана у филму заправо није била његова супруга. Према Чарлију Најумеалуку: „Две жене у Нануку – Најла (Алис [?] Нувалинга) и Кунају (чије право име не знамо) нису биле Алакариалакове супруге, већ Флаертијеве ванбрачне жене”. И иако је Алакариалак обично користио пушку у лову, Флаерти га је охрабривао да лови методом својих недавних предака како би ухватио начин на који су Инуити живели пре европске колонизације Америке. Флаерти је такође преувеличао опасност за инуитске ловце својом тврдњом, која се често понавља, да је Алакариалак умро од глади мање од две године након што је филм завршен, док је у ствари умро код куће, вероватно од туберкулозе.
Штавише, филм је критикован због приказа Инуита као подљудских арктичких бића, без технологије или културе, и њиховог постављања ван модерне историје. Такође је критикован због поређења Инуита са животињама. Сматра се да је филм артефакт популарне културе тог времена, као и резултат историјске фасцинације инуитским извођачима на изложбама, зоолошким вртовима, сајмовима, музејима и раним филмовима.
Флаерти је бранио свој рад рекавши: „Човек често мора да искриви ствар да би се ухватио њен прави дух”. Каснији филмски ствараоци су истакли да су једине камере доступне Флаертију у то време биле и велике и непокретне, што је онемогућавало ефикасно снимање већине унутрашњих снимака или неструктурираних спољашњих сцена без значајног модификовања окружења и акције субјекта.

### Посета трговачкој постаји
У једној сцени, Нанук и његова породица у кајаку долазе до трговачке постаје. Одлазећи да би трговали својом ловином, која укључује кожу лисица, фока и поларних медведа, Нанук долази у контакт са белим човеком и долази до смешне интеракције док се две културе сусрећу. Трговац пушта музику на грамофону и покушава да објасни како човек може да 'сними' свој глас. Савијајући се напред и зурећи у машину, Нанук приближава уво док трговац поново покреће механизам. Трговац вади плочу и предаје је Нануку који је прво завири кроз њу, а затим је ставља у уста и гризе. Сцена је замишљена да буде комична док се публика смеје наивности Нанука и људи изолованих од западне културе. Заправо, сцена је била у потпуности инсценирана и Алакариалак је знао шта је грамофон.

### Лов на моржа
Примећено је да су 1920-их, када је филм снимљен, Инуити већ почели да носе западњачку одећу и да се користе пушкама за лов, а не харпунима, али то не негира да су Инуити знали како да направе традиционалну одећу од животиња које су живеле у њиховом окружењу, као и да су и даље могли да праве традиционално оружје које је могло да се користи ако би се утврдило да је пожељније за дату ситуацију.
Филм није технички софистициран; како би и могао да буде, са једном камером, без осветљења, са леденом хладноћом, а све то подједнако на милост и немилост природе? Али има аутентичност која преовладава над свим притужбама да су неке од секвенци биле инсцениране. Ако организујете лов на моржа, он и даље укључује лов на моржа, а морж није видео сценарио. Оно што овде блиста је хуманост и оптимизам Инуита.— Роџер Иберт

## Пријем
Као прво „публицистичко” дело својих размера, Нанук са севера је био револуционарни филм. Ухватио је многе аутентичне детаље културе мало познате странцима, а снимљен је на удаљеној локацији. Критичари су га скоро једногласно похвалили, а филм је постигао успех на биоскопским благајнама у Сједињеним Државама и иностранству. У наредним годинама, многи други ће покушати да прате Флаертијев успех са филмовима о „примитивним народима”. Филмски критичар Роџер Иберт је 2005. године описао централну фигуру филма, Нанука, као „једног од највиталнијих и најнезаборавнијих људских бића икада ухваћених на филму”. У анкети часописа Sight and Sound из 2014 , филмски критичари су прогласили Нанука са севера за најбољи документарни филм свих времена.
На веб-сајту Rotten Tomatoes, филм има рејтинг одобравања од 100% на основу 30 рецензија, са просечном оценом 8,68/10. Консензус критичара сајта гласи: „Као задивљујући документарац и визуелни подвиг, Нанук са севера фасцинира својим драматичним приказом живота у изузетно непријатељском окружењу.”